# Earth's Special Forces
Earth's Special Forces (conocido por su acrónimo, ESF, literalmente "Fuerzas Especiales de la Tierra") es una modificación para el videojuego Half-Life. Está basado en el popular manga/anime Dragon Ball Z. Fue creado por el grupo ESF Team, más tarde conocido como ESForces.

## Jugabilidad
ESF es una modificación de Half-Life y, como tal, su jugabilidad es única comparada con la de este. La mejor forma de describir al mod es como un juego deathmatch o battle royale centrado en Dragon Ball Z. El jugador controla uno de los nueve personajes disponibles en él, con el objetivo de "matar o ser matado". Cada jugador tiene varias maneras de moverse por el mapa, como usando la habilidad de volar con una acometida (referido comúnmente como "swoop" en ESF), teletransportarse o saltar grandes alturas, así también como el beamjump (en ESF, este es el acto de disparar una onda al suelo y usarla para impulsarse a uno mismo al aire). Todos estos movimientos consumen energía, sin embargo, puede ser recargada mediante la recarga del ki rápidamente. Al igual que en Half-Life, se juega por equipos ("buenos" y "malos") y se puede configurar en modo libre (todos contra todos) o simplemente visualizar a los jugadores o bots como espectador. 
Hay dos tipos de ataques que el jugador puede usar: Los ataques de energía, como el Kamehameha de Goku, y los de melee. Los ataques de energía se usan seleccionando el poder elegido y manteniendo presionado el clic hasta que el ataque se cargue. El sistema de melee (cuerpo a cuerpo) es sencillo, aunque difícil de manejar. Hay dos tipos de melee: simples y avanzados. Los simples son ejecutados yendo hacia el oponente con el melee seleccionado y presionando clic derecho antes de impactar lo que causa que el jugador le de un gancho al otro. En cambio, el melee avanzado se usa yendo hacia el oponente sin mantener ningún botón apretado, lo que causa que el jugador empiece a golpear a su oponente (llamado "prepunch melee"). Mientras golpea, puede apretar el botón derecho para ejecutar un lanzamiento, o mantener clic izquierdo para entrar en el modo de melee avanzado. En este modo, el jugador ejecutará ataques direccionales (con flechas) que luego aparecerán en la pantalla del oponente. El oponente debe luego usar las mismas direcciones o será golpeado. El modo de pelea de melee avanzado es similar al de DDR o al del sistema hidráulico en GTA: San Andreas.
La fuerza de los ataques de energía o melee es determinada por el poder de pelea del personaje. Cuanto mayor es el ki, más poderosos serán sus ataques. Dicho nivel es incrementado haciendo daño a otros jugadores y, cuando acumula suficiente ki (marcado en el juego como CF), puede transformarse, lo que le proporciona nuevos ataques y/o poderes, más velocidad y más fuerza de ataque, hasta la próxima muerte. Sin embargo, estas características pueden variar en los mods, ya que se puede configurar la potencia que tienen los poderes sin importar su ki base. Los mapas tienen un espacio reducido, aunque tenga posibilidad de explotarse, resultaría complicado para que lo pueda soportar el motor del juego.
Los requisitos para el juego son los mismos que para el Half-Life y no han cambiado hasta la fecha, pero han ido variando según las actualizaciones del Half-Life, dado que es necesario para jugarlo.

## Parches
En cuanto a este aspecto, se puede destacar los siguientes parches o expansiones, que añaden características extra al juego, como nuevas transformaciones, mejora de gráficos, nuevos poderes, personajes y otras tantas cosas. Cabe destacar que, si bien no son oficiales (creados por los autores), tienen un amplio reconocimiento. Tras estos mods, cada modder que había siguió sacando nuevas cosas para el juego individualmente y llegando a importar material de otros juegos por diversión.
- EvolutionX Mod (EVM): Añade dos transformaciones extra a cada personaje y algunos mapas fue creado un fix poco después.
- ESF World Modelpack: Contiene nuevos models para los bots y personajes del EVM
- Evolution Class eXtension Release Candidate 1 (ECX RC1): Cambia totalmente el sistema de selección de personajes, los cuales trae más de 20, cambia el HUD y todos los models, además de añadir la posibilidad de crear nuevos plug-ins y personajes a los modders por medio de AMXX con su compilador Class Creation Interface (CCI). Este parche debe sus logros a Metamod/Amxmod, el plug-in que permite al Half-Life y sus derivados utilizar AMXX.
  - Evolution Class eXtension Release Candidate 2 (ECX RC2): Segunda versión que corrige bugs, cambia algunos models y añade otras cosas que reemplazan el anterior. Solo con este parche se pueden instalar todos los mods realizados con el CCI.
- Black Lotus Pack
- BigPack (última versión: 8.4): Es un addon para el ECX, que añade nuevos personajes y poderes, la mayoría de la serie Dragon Ball GT. Sin embargo, lleva al límite de la capacidad del juego debido a la inconsistencia de los códigos de este y del ECX.
- New Class: Otro addon para el ECX, añade más poderes y personajes, algunos de "Dragon Ball AF" un fanfic creado por Tablos AF.
- Fuerzas Especiales Terrestres (FET)
- UM-wFs: Un pack con varios mapas de buena calidad y nuevos personajes y plug-ins.
- Matias_Esf ECX MOD: Un parche creado casi desde cero, creado por Matias Argüello y basado en el sistema del ECX RC2 (sin los personajes de este), que trae nuevos personajes, selector, mapas, sprites, la posibilidad de reproducir música de fondo, transformaciones y efectos mejor trabajados, un melee renovado, una cámara alternativa basada en un mod de la franquicia hecho en SQLite y una gran cantidad de plug-ins visualmente atractivos.
- Parche ZPlugins 2.0: Un addon para los personajes del ECX, añade nuevos poderes especiales y transformaciones para algunos personajes.
- Final Class Xtension (FCX): Desarrollado y lanzado por el mismo creador del Matias_Esf ECX MOD y los ZPlugins, lanzado el 7 de julio de 2020,[2] trabajando el juego desde la base 1.2.3, para evitar todos los bugs y problemas presentes en el ECX y todo lo basado en este. Contiene un nuevo selector distinto a todos los anteriores, los mejores models que existen hasta la fecha, alrededor de 60 personajes con distintas transfomaciones (la mayoría de Dragon Ball Super), nuevos poderes y mapas, algunos nuevos y otros extraídos de otros parches reconocidos. Este nuevo parche abre las puertas de nuevo al modo de juego competitivo, ya que todos sus personajes están balanceados en cuanto a poder y habilidades y contiene plug-ins para nivelarlos en todo aspecto en el caso de jugar online. Esta versión fue rápidamente popular, reemplazando así casi completamente todo lo relativo al ECX, obteniendo alrededor de 6000 descargas y más de 5600 partidas creadas por jugadores en línea durante el primer año, reavivando así la comunidad del juego que casi quedaba en el olvido y prácticamente había dejado de jugarse en línea.
  - Final Class Xtension: FX Edition: Este parche para ESF: FCX modifica enormemente los gráficos del juego. Contiene gran variedad de ShaderFX y una interfaz para que el jugador pueda agregar, quitar o modificar los efectos a gusto. No obstante, requiere una tarjeta gráfica con OpenGL 4.5, siendo el primer mod que modifica el motor.
- XSlayer Xtension (XSX): Creado por XSlayer, usuario que estuvo activo desde el 2013 hasta el 2017, y regresando el 2021 para crear la extensión que más cambia el ESF en términos de jugabilidad y visuales, cuenta actualmente con 8 personajes jugables, además de "Combos" especiales y diferentes en cada personaje y transformación, cuenta con más 60 animaciones nuevas y nuevos poderes, los personajes transformables cuentan con 3 transformaciones distintas: Larga, Corta o Instantánea, con cinemáticas fieles a la serie al igual que los combos y animaciones, entre las cosas nuevas también se encuentra un nuevo Prepunch, Power Stun, Advanced vs Advanced Melee, Basic x Basic Melee, Throw, Swoop Boost, Block Breaker, Nuevo Selector y personajes que pueden agrandar un poder en lanzamiento ( Boost ), la extensión fue publicada el 19 de abril del 2022 y se planean añadir más personajes y transformaciones a lo largo de las actualizaciones siguientes al igual que un servidor en línea.
  - XSlayer Xtension: FX Shaders: Este parche para ESF: XSX modifica enormemente los gráficos del juego. Contiene gran variedad de ShaderFX y una interfaz para que el jugador pueda agregar, quitar o modificar los efectos a gusto. No obstante, requiere una tarjeta gráfica con OpenGL 4.5, siendo el primer mod que modifica el motor.

## Personajes Jugables
En Earth's Special Forces, nueve personajes son jugables del anime, Dragon Ball Z.

### Versión 1.2.3
Dado que es la versión estable del juego hasta ahora, todos los jugadores activos usan este, que de base contiene:
- Majin Boo y su transformación al Boo de maldad pura.
- Son Goku y su transformación a Super Saiyajin.
- Gohan niño y su transformación a Super Saiyajin.
- Krilin y su transformación al Krilin de la saga de Majin Boo (llamado místico por los desarrolladores).
- Freezer y su segunda forma.
- Piccolo y sin su capa como formas distintas.
- Trunks del futuro y su transformación a Super Saiyajin.
- Vegeta y su transformación al Super Saiyajin
- Cell imperfecto y su forma semiperfecta.

Con las expansiones se pueden tener más personajes (los androides, Cooler, etc.) pero estos nueve son los que vienen en el juego original. También puedes fusionarte (por la danza o con zarcillos) y transformarte hasta en SSj 4 (con Goku, Vegeta o Gogeta). También existe la posibilidad de reemplazar los models para los personajes de ESF y agregar amxx correspondiente para no reemplazar los ya existentes. Sin embargo, dado que se ejecuta con el motor de Half-Life, no puede registrar más de 512 models, lo cual impide iniciar una partida si se supera. La solución a este error es borrar algunos AMXX de personajes o instalar el juego en Sven Co-op, que tiene un límite mucho más alto y corrige ciertos bugs y limitaciones.

### Versión 1.3
Fue una "Open Beta" de la versión final que tenían preparada para el final del año en que salió. Sin embargo, a pesar de tener mejor rendimiento y gráficos que antes, está incompleta y fue abandonada por los jugadores y modders, sin sacar ninguna modificación. Esta versión contiene a los mismos personajes que la 1.2.3, solo que con nuevos models y una renovación gráfica. No obstante, sería desechado por los desarrolladores para comenzar de nuevo lo que llaman "ESF Final".

### VersiónFinal
Esta versión está siendo desarrollada desde 2005 y continúa hasta la fecha debido a la deserción del equipo ESForces y la baja en los jugadores. El motor fue rehecho y no es nada parecido al de las versiones anteriores, se hicieron mejoras considerables para mejorar el rendimiento y gráficos y evitar lagunas en los códigos. Los models están incompletos para los personajes que planean y aún el código sigue a medias, pero los personajes anunciados, aparte de los vistos en sus anteriores versiones oficiales, son el capitán Ginyu y un par más. No obstante, declararon que no incluirían nada de Dragon Ball Super, ni de ninguna película, y que sus diseños se basarían en el canon del manga, pero con los colores del anime clásico. Los desarrolladores han afirmado que solo funcionará en un Half-Life de Steam, pero no han dicho si lo publicarán oficialmente en Steam, solo aseguran que seguirá siendo gratis.
En el 2018 se filtró lo que llevaban del juego hasta 2017, pero era injugable, tenía restricciones solo para usuarios validados (solo desarrolladores) y una computadora con altos requerimientos; algunos lograron ejecutarlo y probar algunas funciones, sin embargo terminarlo sería difícil, por no mencionar que esto desalentaría a los creadores. En esta ocasión, el equipo desarrollador casi cancela el juego, pese a que llevaban un año diciendo que "saldría a fin de año", lo cual se convirtió en un eufemismo para los seguidores cuando se refieren a que nunca lo lanzarán. Dado que está bastante incompleto, no está nada optimizado, por lo que los desarrolladores prevén requisitos altos, incluso para su versión en desarrollo, basados en sus equipos, que serían: CPU AMD Ryzen 5 2600X de seis núcleos, 16 GB de RAM, una tarjeta gráfica Nvidia GeForce GTX 970 con una memoria de video de 4 GB para ejecutar el juego con una resolución de 1080p, así como un Half-Life legal o Sven Coop (al cual no le darán soporte a pesar de mostrar mejor rendimiento para el juego en cuestiones de depuración).

## Desarrollo
ESF ha estado en desarrollo por más de 20 años por ESForces, aunque el equipo ha cambiado con la salida y entrada de los desarrolladores. En este lapso, el juego ha recibido diversas actualizaciones. El Alpha 2.0, que salió en noviembre de 2001, marcó el inicio. La Beta 1.0, salida en noviembre de 2002, fue el primer gran lanzamiento. Poseía un sistema de melee simple y abrió las puertas a futuras versiones. La Beta 1.1, lanzada en mayo de 2003, fue el próximo gran lanzamiento de ESF. La versión 1.1 adhirió pequeños cambios al sistema de melee, el beanjump, así como también nuevos ataques, como los "Kame Torpedos" (técnica original del juego) para Goku. La Beta 1.2 fue lanzada el 8 de mayo de 2004. Añadió nuevos cambios al sistema simple de melee, el nuevo sistema de melee avanzado, controles y gráficos. La Beta 1.2.3 es la versión actual de ESF, aunque haya sido mayormente un parche para arreglo de bugs. Actualmente, la versión 1.2.3 sigue en desarrollo por parte de los fanes, si bien tanto ellos como ESForces siguen realizando eventos. Los modders aseguran que harían hazañas con esta versión si solo publicaran el código fuente, pero aseguran que perdieron esos archivos.
Oficialmente, solo se desarrolla la versión "ESF: Final" por parte de ESForces. Para la versión jugable (1.2.3 Beta) solo quedan pocos modificadores del juego, que ha sido modificado incesantemente por usuarios de todo el mundo desde que salió hasta hoy en día, con personajes de toda la franquicia e incluso cross-overs. Matias_Esf quien desde el 2011-2013 y 2015-actualidad lleva creando una gran cantidad de contenido para el juego, desde AMXX (su especialidad) hasta models, mapas, sprites, etc, enfocándose en arreglar todas las fallas del juego, también se encuentra XSlayer, que estuvo activo desde el 2013 hasta el 2017, regresando el 2021, revolucionando el ESF en cuanto a gráficos y jugabilidad, otros modders destacados por su actividad (mayormente hispanoamericanos) son conocidos por sus alias:HeTong, Jerry y Son Gohan y Bandit. En cuanto a los creadores y modificadores de models, aparte de los miembros de ESForces, solo quedan Joon670, que proporciona la mayoría de models para el FCX, Nemix, Computrix_Esf, Matias Tomalu y ArielPVB.
La versión "Final" sigue en desarrollo desde el 2006, donde han ido desechando models ya terminados por los que haga más tarde el modelador actual, el motor del juego y otras cosas que retrasan su finalización, como una ocasión que cambiaron gran parte del código, dada la renuncia de la mayoría de sus desarrolladores y el poco interés que muestran en conseguir nuevos ayudantes, incluso si ellos mismos se ofrecen a ayudar, así como no promocionarlo fuera de sus muestras, asegurando que lo hacen para evitar infringir los derechos de autor. Los seguidores constantemente preguntan en sus foros y grupo de Discord cuándo se publicará, pero los moderadores y miembros de ESForces únicamente contestan "se publicará cuando esté hecho", ignorando las peticiones de lanzar siquiera una beta o un demo, ni aceptando donaciones para el proyecto, aparentemente por miedo al Copyright, a pesar de ser un simple mod de fanes, con trabajos originales, incluyendo la mayoría de sonidos, con excepción de las voces (que no aplican a esto).

## Impresiones
El juego, mientras se ha desarrollado a lo largo del tiempo ha sacado varios videos y capturas de pantalla, donde demuestra lo que puede lograr el motor gráfico del Half-Life, asemejándose en gráficas al Counter-Strike:Source, según la meta de ESForces (publicada en su Discord y en los foros), la fecha de lanzamiento era a finales de 2017, pero no lanzaron nada. Posiblemente se espera que ganen el mod del año de nuevo el día que salga a la luz, compitiendo contra otras modificaciones publicadas en Mod DB.